# Enrique Yarza
Enrique Yarza Soraluce (San Sebastián, Guipúzcoa, España, 21 de octubre de 1930 - ib., 1 de agosto de 2001), deportivamente conocido como Yarza, fue un futbolista español que se desempeñaba en la posición de guardameta.

## Trayectoria
Desarrolló toda su carrera deportiva en distintos equipos de la ciudad de Zaragoza. Es el jugador que más temporadas ha estado en el primer equipo en toda la historia del Real Zaragoza.
Yarza debutó con el Real Zaragoza en 1953, con 23 años, pero sus errores le condenaron al banquillo, quedando a la sombra de Pedro Lasheras. Sin embargo, la temporada 1959/60, cuando ya tenía 29, recuperó la titularidad, que ostentó durante nueve temporadas consecutivas.
Fue el guardameta de una de las mejores etapas históricas del Real Zaragoza, la de los magníficos. Se proclamó campeón de la Copa del Generalísmo en 1964 y 1966, y de la Copa de Ferias en 1964.
A pesar de su veteranía, se mantuvo en activo hasta los 39 años, cuando una lesión en el tendón de Aquiles forzó su retirada.
Falleció en víctima de un cáncer hepático en 2001.

## Clubes
| Club               | País   | Año       |
| ------------------ | ------ | --------- |
| Celta de Zaragoza  | España | 1948-1950 |
| Fuenclara          | España | 1951-1952 |
| Arenas de Zaragoza | España | 1951-1953 |
| Real Zaragoza      | España | 1953-1969 |

## Palmarés

### Campeonatos nacionales
| Título                | Club          | País   | Año       |
| --------------------- | ------------- | ------ | --------- |
| Copa del Generalísimo | Real Zaragoza | España | 1963/1964 |
| Copa del Generalísimo | Real Zaragoza | España | 1965/1966 |

### Copas internacionales
| Título         | Club          | País   | Año       |
| -------------- | ------------- | ------ | --------- |
| Copa de Ferias | Real Zaragoza | España | 1963/1964 |